# Cincinnati Swords
Die Cincinnati Swords waren ein US-amerikanisches Eishockeyfranchise der American Hockey League aus Cincinnati, Ohio. Die Spielstätte der Swords waren die Cincinnati Gardens.

## Geschichte
Im Jahr 1971 erhielten die ein Jahr zuvor gegründeten Buffalo Sabres aus der National Hockey League die Möglichkeit ein eigenes Farmteam in der American Hockey League zu gründen. Nachdem Pläne der Sabres ein Franchise in Florida anzusiedeln gescheitert waren, entschied sich Buffalo für Cincinnati, Ohio, als Standort für das neue AHL-Franchise und benannte das Team in Anlehnung an den eigenen Namen, in Cincinnati Swords. Bereits in ihrer ersten AHL-Spielzeit erreichten die Swords die Playoffs, scheiterten in der zweiten Runde jedoch mit 2:4-Siegen an den Baltimore Clippers. Im darauffolgenden Jahr gewann Cincinnati zum ersten und einzigen Mal den Calder Cup, nachdem sie die Nova Scotia Voyageurs in den Finalspielen mit 4:1 besiegt hatten. Die Saison 1973/74, in der Cincinnati in der ersten Playoff-Runde ausschied, war die letzte Spielzeit für die Swords, bevor das Franchise aufgelöst wurde. Grund für die Einstellung des Spielbetriebs war die Gründung eines Franchises der World Hockey Association in Cincinnati, der Cincinnati Stingers.  

## Saisonstatistik
Abkürzungen: GP = Spiele, W = Siege, L = Niederlagen, T = Unentschieden, OTL = Niederlagen nach Overtime SOL = Niederlagen nach Shootout, Pts = Punkte, GF = Erzielte Tore, GA = Gegentore, PIM = Strafminuten
| Saison  | GP | W  | L  | T  | OTL | SOL | Pts | GF  | GA  | Platz     | Playoffs                        |
| 1971/72 | 76 | 30 | 28 | 18 | —   | —   | 78  | 252 | 258 | 3., West  | Niederlage in der zweiten Runde |
| 1972/73 | 76 | 54 | 17 | 5  | —   | —   | 113 | 351 | 206 | 1., West  | Calder Cup                      |
| 1973/74 | 76 | 40 | 25 | 11 | —   | —   | 91  | 273 | 233 | 3., South | Niederlage in der ersten Runde  |

## Team-Rekorde

### Karriererekorde
Spiele: 215  Jim Nichols
Tore: 75  Bill Inglis
Assists: 93  Bill Inglis
Punkte: 168  Bill Inglis
Strafminuten: 431  Rick Dudley